# 信濃国分寺駅
信濃国分寺駅（しなのこくぶんじえき）は、長野県上田市国分（こくぶ）にあるしなの鉄道しなの鉄道線の駅である。

## 歴史
1991年より地元からの新設要請があり、「国分新駅」として計画が進んだ。駅名の候補には『しなの国分寺』や『八日堂』などもあった。

### 年表
- 2002年（平成14年）3月29日：屋代高校前駅に続く新駅として開設[1]。
- 2004年（平成16年）3月13日：ダイヤ改正に伴いホームライナーである快速「しなのサンライズ号」停車駅となる。[要出典]
- 2022年（令和4年）4月1日：無人駅化[2][3]。
- 2026年（令和8年）春季：交通系ICカード「Suica」利用サービス開始（予定）[4]。

## 駅構造
相対式ホーム2面2線を有する地上駅。ホーム間は跨線橋により移動する。エレベーターが設置されている。無人駅。
発車ベルは設置されておらず、原則車両側の乗降促進ベルを使用する

### のりば
| 番線 | 路線          | 方向 | 行先       |
| ---- | ------------- | ---- | ---------- |
| 1    | ■しなの鉄道線 | 上り | 軽井沢方面 |
| 2    | ■しなの鉄道線 | 下り | 長野方面   |

（出典：しなの鉄道:駅構内マップ）

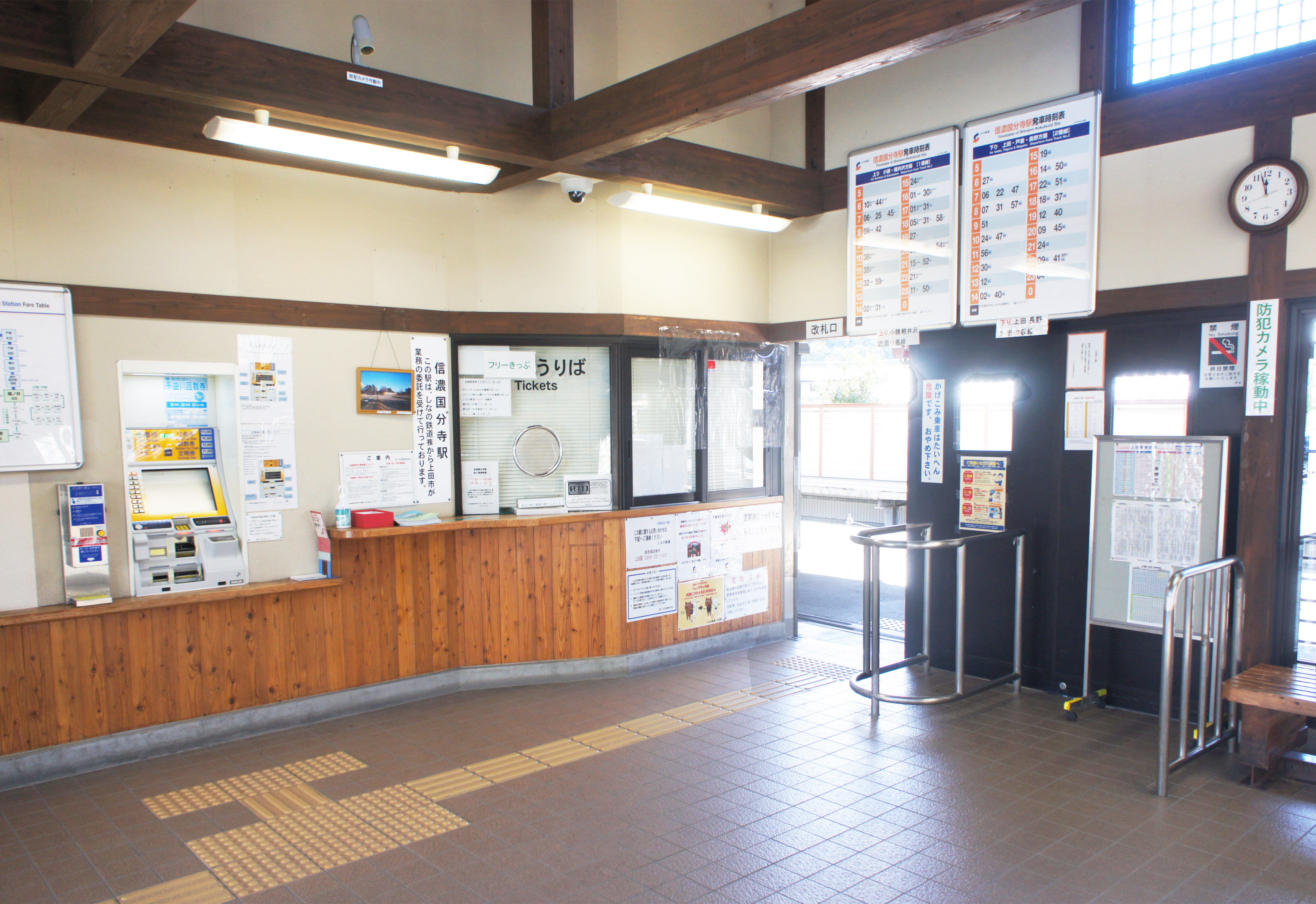
改札口（2021年10月）
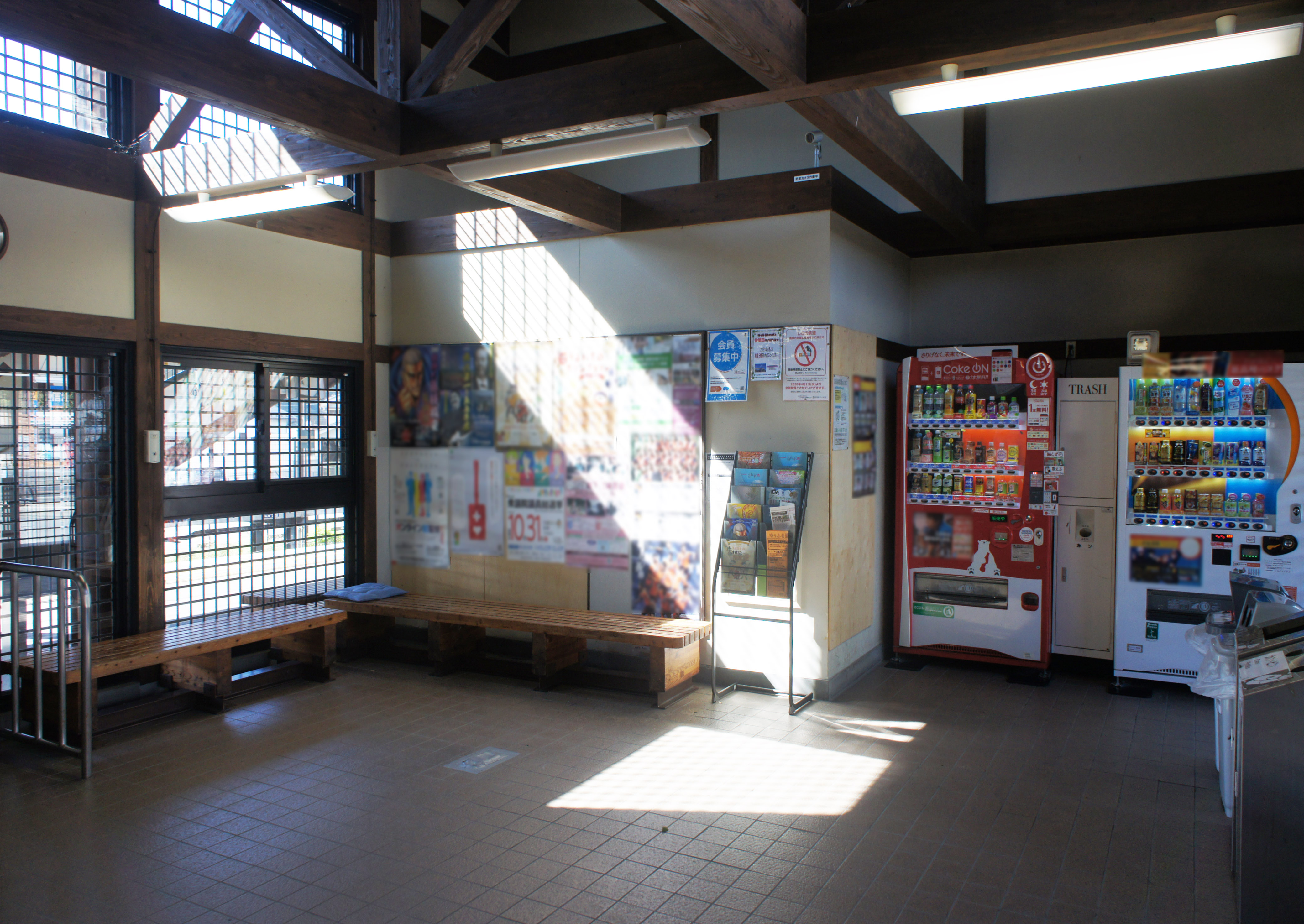
待合室（2021年10月）
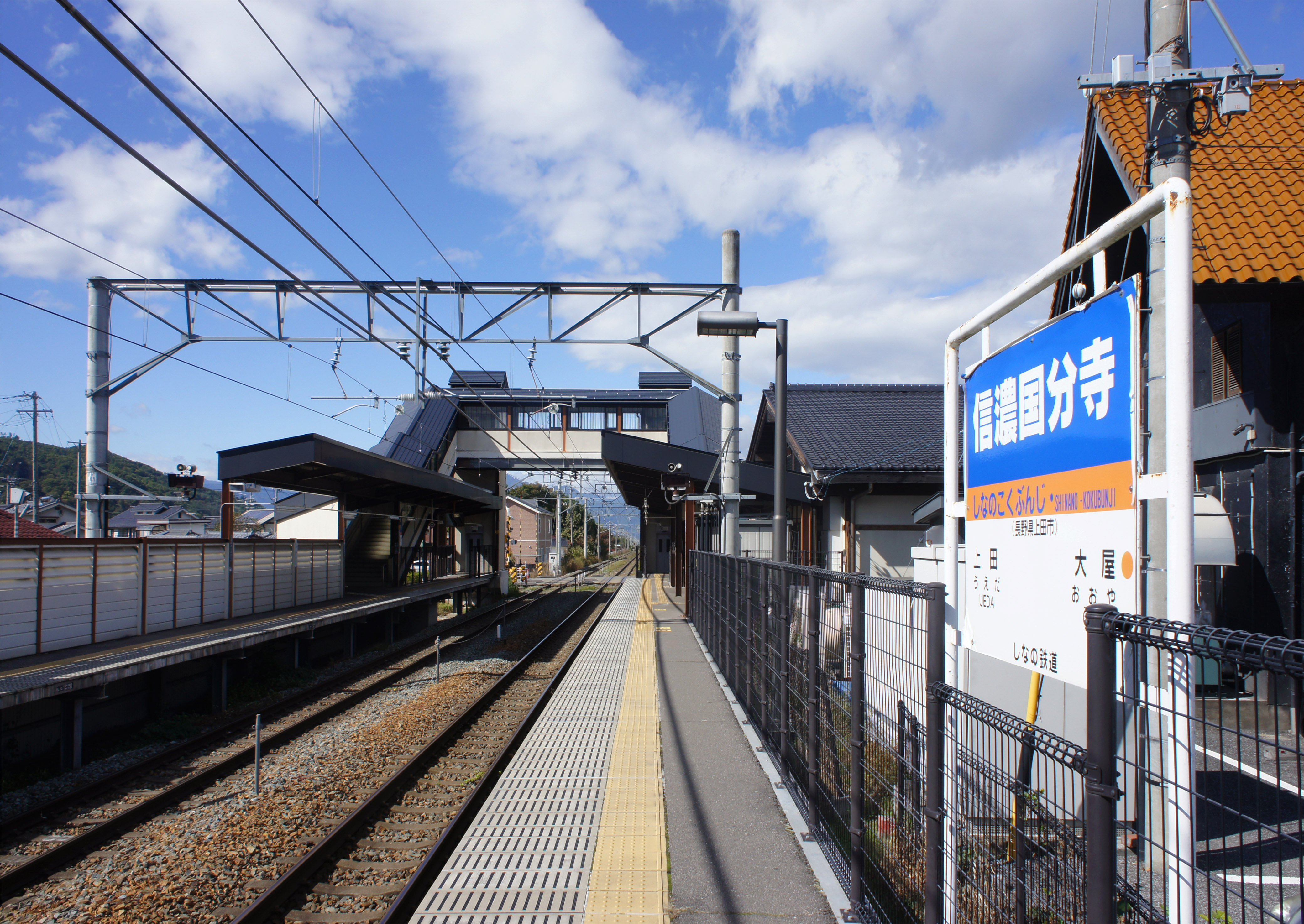
1番線ホーム（2021年10月）

## 利用状況
「上田市の統計」によると、2021年度（令和3年度）の1日平均乗車人員は466人である。
開業後の推移は以下の通り。
| 乗車人員推移       | 乗車人員推移     | 乗車人員推移 |
| 年度               | 1日平均 乗車人員 | 出典         |
| ------------------ | ---------------- | ------------ |
| 2001年（平成13年） | 567              | [ 上田 2 ]   |
| 2002年（平成14年） | 351              | [ 上田 2 ]   |
| 2003年（平成15年） | 451              | [ 上田 2 ]   |
| 2004年（平成16年） | 488              | [ 上田 2 ]   |
| 2005年（平成17年） | 499              | [ 上田 3 ]   |
| 2006年（平成18年） | 518              | [ 上田 3 ]   |
| 2007年（平成19年） | 522              | [ 上田 3 ]   |
| 2008年（平成20年） | 518              | [ 上田 3 ]   |
| 2009年（平成21年） | 537              | [ 上田 3 ]   |
| 2010年（平成22年） | 534              | [ 上田 4 ]   |
| 2011年（平成23年） | 546              | [ 上田 4 ]   |
| 2012年（平成24年） | 542              | [ 上田 4 ]   |
| 2013年（平成25年） | 567              | [ 上田 4 ]   |
| 2014年（平成26年） | 529              | [ 上田 4 ]   |
| 2015年（平成27年） | 552              | [ 上田 5 ]   |
| 2016年（平成28年） | 595              | [ 上田 5 ]   |
| 2017年（平成29年） | 622              | [ 上田 5 ]   |
| 2018年（平成30年） | 586              | [ 上田 5 ]   |
| 2019年（令和元年） | 549              | [ 上田 5 ]   |
| 2020年（令和02年） | 430              | [ 上田 1 ]   |
| 2021年（令和03年） | 466              | [ 上田 1 ]   |

## 駅周辺
- 神川

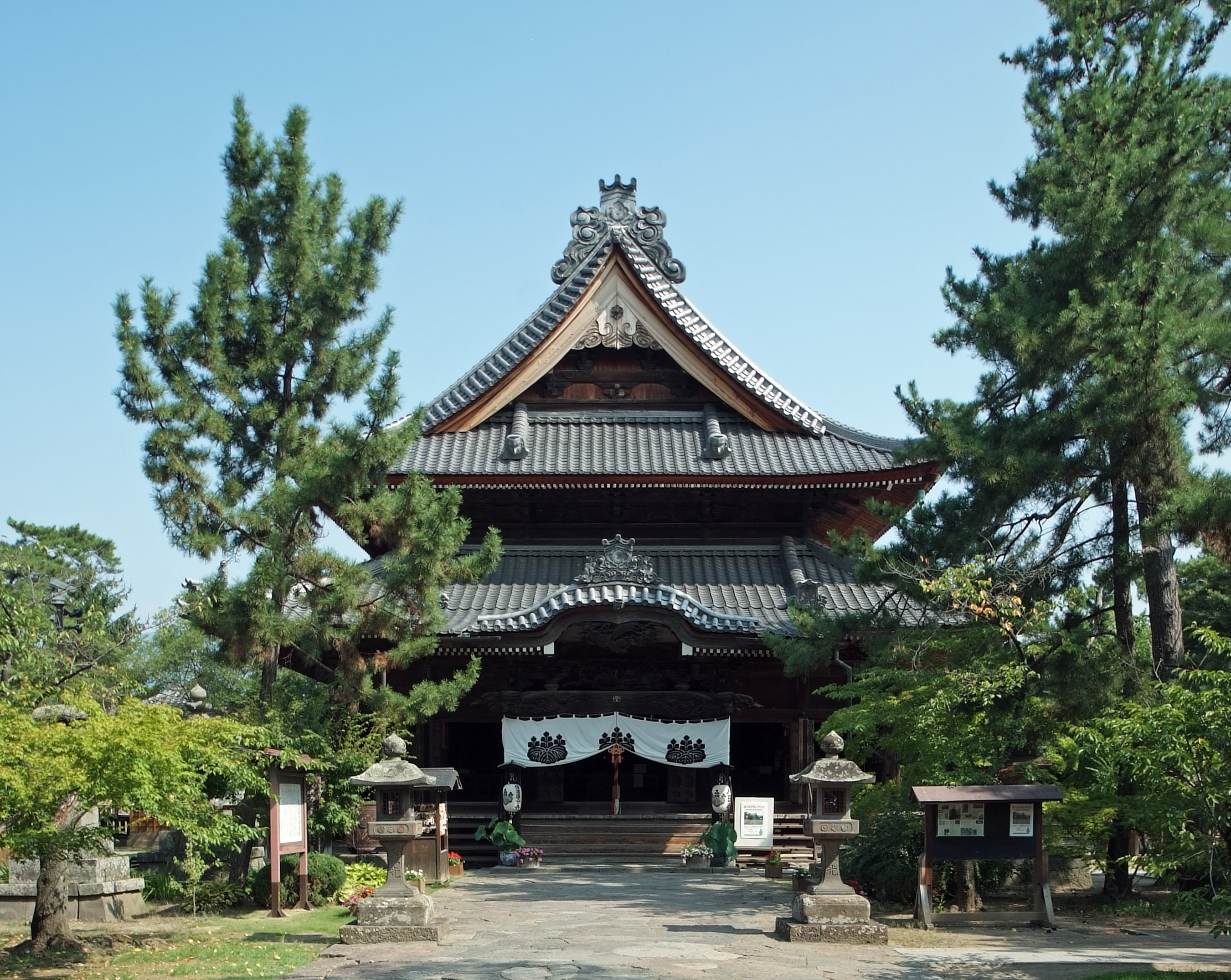
八日堂信濃国分寺
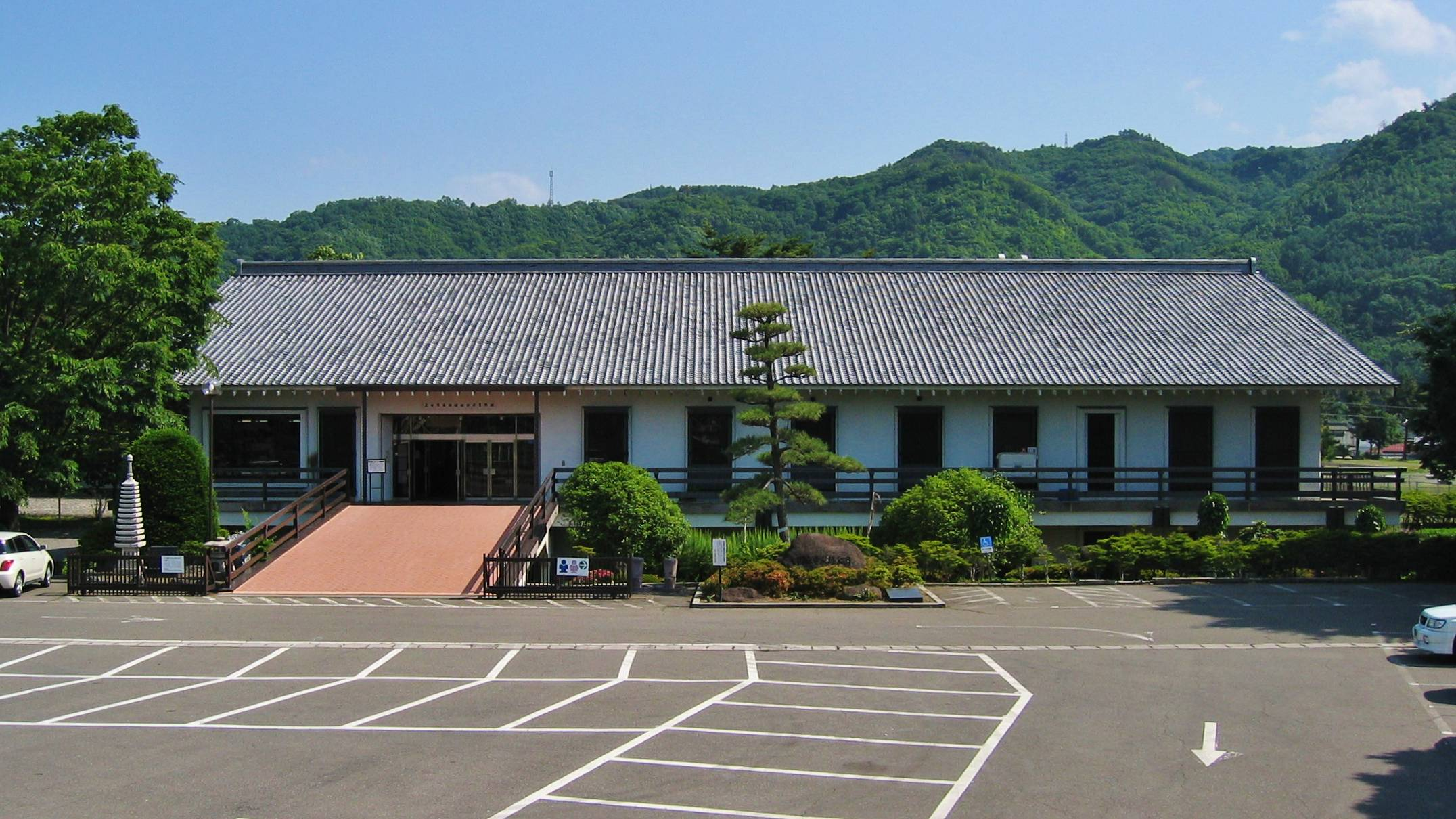
信濃国分寺資料館
  - 信濃国分寺史跡公園
  - 上田市立信濃国分寺資料館
- 国道18号
- 長野大学淡水生物学研究所
- 上田市立神川小学校
- 上田市立第一中学校
- 神川児童センター
- 国分保育園
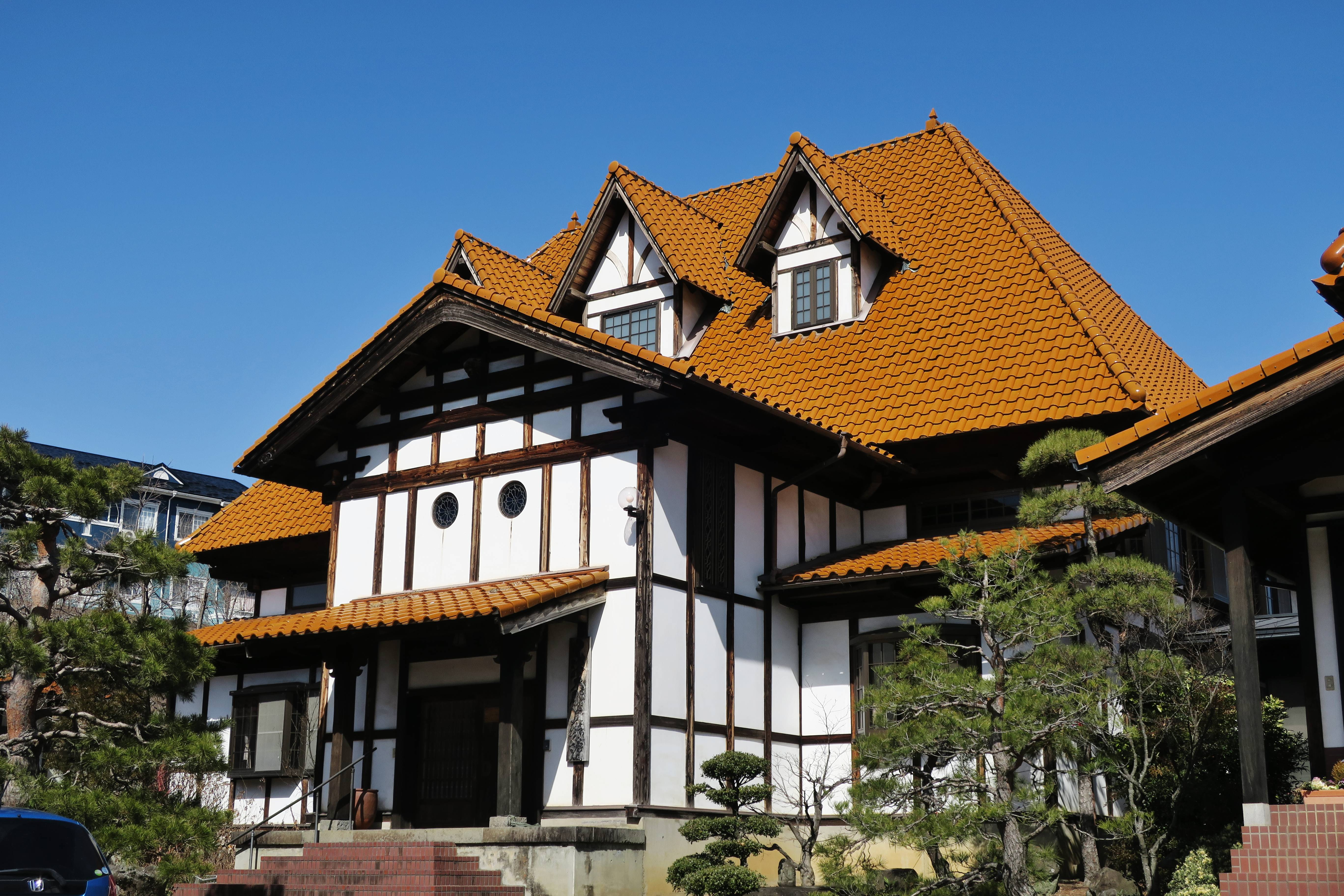
尾澤木彫美術館

- 信濃国分寺
- 信濃国分寺資料館
- 尾澤木彫美術館

## 路線バス
- 「信濃国分寺駅前」停留所

上田バス・千曲バスの路線が利用できるが上田方面行きのみ停車する。反対方向を利用する場合は200mほど離れた八日堂バス停と神川バス停が利用できる。

## その他
- かつて、現在のしなの鉄道上り線の場所に走っていた上田丸子電鉄丸子線には、当駅近くの位置に「八日堂駅」（八日堂は信濃国分寺の別名）があった。
- 2004年3月より快速「しなのサンライズ」の停車駅となったがホーム有効長が6両分しかないため、平日の169系9両による運転時には、ホームからはみ出す後ろの3両がドアカットされていた（車両が変更された2011年6月以降は解消）。
- 毎年1月7・8日に開催される信濃国分寺の八日堂縁日は、周辺に駐車場が少ない上、周辺道路も大変混雑するため、当駅を利用しての参拝が呼び掛けられる。

## 隣の駅
しなの鉄道
■しなの鉄道線
□快速
通過
■普通
大屋駅 - 信濃国分寺駅 - 上田駅

### 記事本文
1. 1 2 3 4 5 6 7 8 9 10  信濃毎日新聞社出版部『長野県鉄道全駅 増補改訂版』信濃毎日新聞社、2011年7月24日、247頁。ISBN 9784784071647。
2. ↑  “しなの鉄道、乗り継ぎ割引を廃止 減便や無人駅拡大も　２２年春から順次　経営改善策”. 信濃毎日新聞. (2021年11月27日) 2021年12月6日閲覧。
3. 1 2  “駅無人化の実施について”.   しなの鉄道株式会社. 2022年2月24日時点のオリジナルよりアーカイブ。2022年2月26日閲覧。
4. ↑  “しなの鉄道全線への「Suica」導入について”.   しなの鉄道. 2025年2月27日閲覧。

### 利用状況
上田市の統計
1. 1 2  “上田市の統計 令和3年” (PDF).   上田市. p. 90 (2023年3月). 2023年11月13日時点のオリジナルよりアーカイブ。2023年11月13日閲覧。
2. ↑  “上田市の統計 平成17年” (PDF).   上田市. p. 208. 2023年11月13日時点のオリジナルよりアーカイブ。2023年11月13日閲覧。
3. ↑  “上田市の統計 平成21年” (PDF).   上田市. p. 90 (2011年3月). 2023年11月13日時点のオリジナルよりアーカイブ。2023年11月13日閲覧。
4. ↑  “上田市の統計 平成26年” (PDF).   上田市. p. 93 (2016年3月). 2023年11月13日時点のオリジナルよりアーカイブ。2023年11月13日閲覧。
5. ↑  “上田市の統計 令和元年” (PDF).   上田市. p. 91 (2021年3月). 2023年11月13日時点のオリジナルよりアーカイブ。2023年11月13日閲覧。